# Xilometazolina

Xilometazolina

La xilometazolina è un farmaco utilizzato come decongestionante nasale, sotto forma di spray o gocce nasali.
La xilometazolina induce vasocostrizione nei vasi sanguigni nasali e ciò riduce l'essudazione attraverso i capillari, diminuendo la congestione della mucosa nasale.

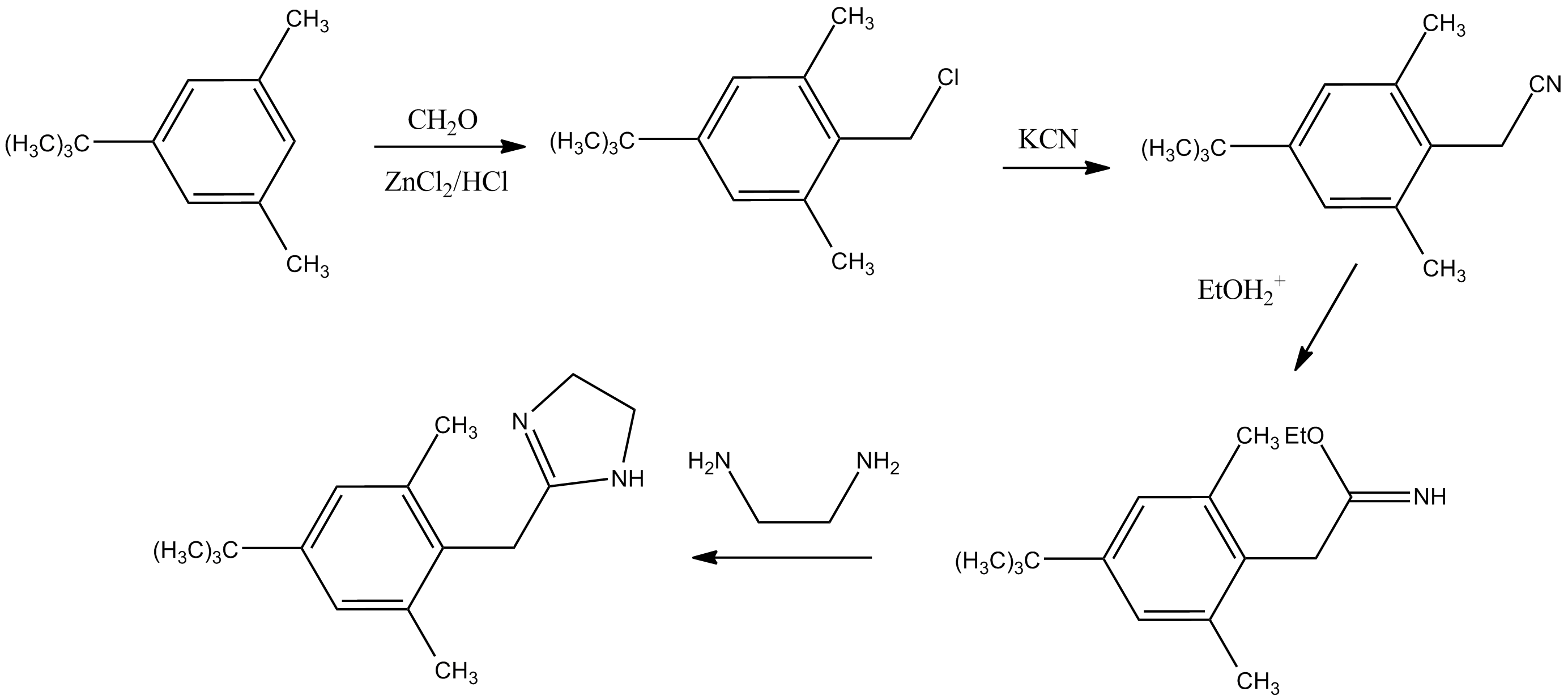
Sintesi della molecola di xilometazolina.

La xilometazolina ha azione simpaticomimetica, pertanto va utilizzata con cautela con pazienti con ipertensione o patologie cardiovascolari.

## Meccanismo d'azione
La xilometazolina è un derivato imidazolico, strutturalmente simile all'adrenalina, che attiva i recettori adrenergici α1 e α2 collocati nella lamina propria dei vasi sanguigni nasali; ciò dà luogo a vasocostrizione e le conferisce il proprio effetto decongestionante.
L'uso protratto nel tempo di questo farmaco può dar luogo a sottoregolazione dei recettori adrenergici, che causa una riduzione dell'efficacia del farmaco stesso e una congestione cronica da rimbalzo.